# Trịnh Căn
Trịnh Căn (chữ Hán: 鄭根, 18 tháng 7 năm 1633 - 17 tháng 6 năm 1709), thụy hiệu Chiêu Tổ Khang Vương (昭祖康王), là vị chúa Trịnh thứ 4 dưới thời Lê Trung hưng, trong lịch sử Việt Nam.
Trịnh Căn là con trai trưởng của vị Chúa thứ 3, Hoằng Tổ Dương vương Trịnh Tạc. Ngay từ khi còn trẻ, ông đã ghi dấu ấn của mình trên chiến trường và tham gia 3 trong số 7 cuộc phân tranh giữa họ Trịnh và họ Nguyễn mà cuối cùng không bên nào giành được thắng lợi quyết định, hai bên lấy sông Gianh làm ranh giới, chia nhau để trị. Năm 1674, Trịnh Căn được phong tước Vương và nắm giữ chính quyền thay cho chúa Trịnh Tạc đã già yếu, đến năm 1682 ông chính thức nối ngôi Chúa sau khi Trịnh Tạc qua đời.
Những năm trị vì của Trịnh Căn, xã hội Đàng Ngoài tương đối ổn định. Họ Trịnh đã tiêu diệt được các thế lực tàn dư nhà Mạc ở Cao Bằng và Chúa Bầu ở Tuyên Quang, đồng thời chấm dứt chiến tranh với họ Nguyễn ở phía nam. Với sự giúp đỡ của các sĩ đại phu có danh vọng lớn như Nguyễn Danh Nho, Nguyễn Quý Đức, Nguyễn Tông Quai, Đặng Đình Tướng,... Trịnh Căn tập trung vào củng cố bộ máy cai trị, phát triển kinh tế, giáo dục để đưa Đàng Ngoài vào một thời kỳ thái bình, thịnh trị; đồng thời ông cũng cố gắng đòi lại các vùng đất ở biên giới bị thổ quan nhà Thanh (Trung Quốc) lấn chiếm song chưa được thành công như mong đợi. Ngoài phương diện chính trị và quân sự, Trịnh Căn cũng quan tâm đến văn hóa, có làm thơ và khuyến khích việc biên soạn sách vở.
Trịnh Căn qua đời vào năm 1709 và ngôi Chúa được truyền cho người cháu chắt của ông là Hy Tổ Nhân vương Trịnh Cương.

## Thân thế và cuộc sống ban đầu
Trịnh Căn chào đời vào ngày 18 tháng 7 năm 1633 tại kinh thành Thăng Long. Ông là con trai thứ 4 của Tây quận công Trịnh Tạc, cháu nội của vị Chúa đương nhiệm lúc đó là Thanh vương Trịnh Tráng. Do ba người anh của ông đều chết yểu nên ông được xem là con trưởng của Tây quận công. Mẹ ruột của ông là Vũ Thị Ngọc Lễ, người xã Thạch Lỗi, huyện Cẩm Giàng, Hải Dương, vợ thứ của Trịnh Tạc.
Lúc nhỏ, Trịnh Căn chưa được xem là một ứng cử viên cho việc kế thừa ngôi Chúa, bởi bác cả của ông là Sùng quốc công Trịnh Kiều đã được mở phủ đệ riêng và xét đoán các công việc của nhà nước - một việc làm nhằm khẳng định ngôi Thế tử. Tuy nhiên đến năm 1642, Trịnh Kiều mất mà con ông ta là Tông quận công Trịnh Hoành còn nhỏ tuổi, nên cha của Trịnh Căn mới được lên thay ngôi Thế tử, với tước vị Thái úy Tây quốc công mở phủ Khiêm Định.
Trịnh Căn khi còn trẻ từng phạm tội du cung phải bị giam vào nhà lao, tước tông tịch, đổi sang họ mẹ (Vũ Căn). Sau này ông được chị cùng mẹ là Trịnh Thị Ngọc Thuyên, con dâu nhà họ Đặng đón về che chở. Vũ Căn thân thiết với Yên quận công Đặng Tiến Thự - chồng của bà Ngọc Thuyên và hay gọi ông này là anh. Lại lấy một người vợ họ Nguyễn quê ở thôn Nhơn Trạch, xã Thắng Lãm, huyện Thanh Oai, và hết mực yêu dấu. Sau này khi lên ngôi chúa đã phong bà này làm Hiền phi.
Về sau Vũ Căn cùng với chị gái và anh rể thi hành một "kế quỷ quyệt" mà thoát tội, được nhận trở về làm con họ Trịnh. Theo một gia phả của họ Đặng, Trịnh Căn từ vị thế một người bị ruồng bỏ đã được lên ngôi chúa, lấn đoạt những nhân vật tôn thất khác là nhờ người họ Đặng sử dụng thuật đồng bóng.

## Tham gia chiến trường

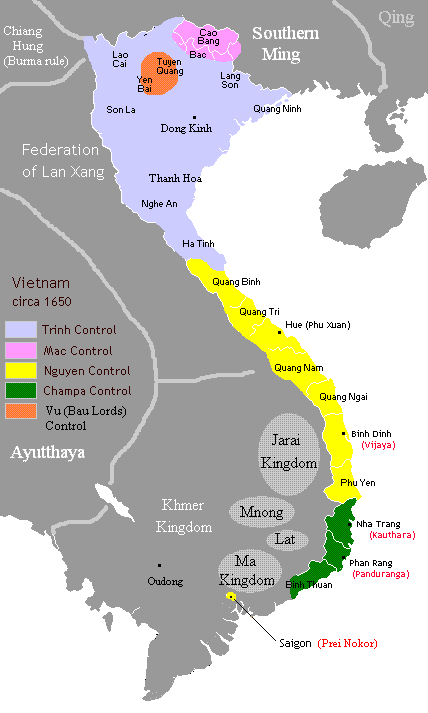
Bản đồ Đại Việt những năm 1650 (màu xám: lãnh thổ Lê - Trịnh, vàng: lãnh thổ họ Nguyễn, các vùng còn lại do nhà Mạc (hồng) và Chúa Bầu họ Vũ (cam) nắm quyền tự trị. Vùng xanh lá là Vương quốc Chiêm Thành.

### Cháu gạt chú
Trịnh Căn lớn lên trong thời chiến tranh giữa các tập đoàn phong kiến Trịnh và Nguyễn đang ở cao trào. Thanh Đô vương Trịnh Tráng, ông nội của Trịnh Căn 4 lần mang quân vào nam đều không giành được thắng lợi, hao binh tổn tướng. Tháng 4 năm 1655, chúa Nguyễn cử hai danh tướng là Nguyễn Hữu Tiến, Nguyễn Hữu Dật mang quân lần đầu tiên vượt sông Gianh đánh ra bắc, chiếm Bắc Bố Chính và 7 huyện Nghệ An là Kỳ Hoa, Thiên Lộc, Nghi Xuân, La Sơn, Hương Sơn, và Thanh Chương, đẩy quân Trịnh về doanh trại ở An Trường. Đất căn bản Thanh Hoá của cả vua Lê lẫn chúa Trịnh bị uy hiếp dữ dội.
Năm 1655, Trịnh Tạc đích thân ra chỉ huy quân lính cầm cự với họ Nguyễn, nhưng không lâu sau lại về kinh, thay thế bởi Ninh quốc công Trịnh Toàn (con út của chúa Trịnh Tráng và là chú Trịnh Căn), đóng quân ở phía bắc Nghệ An. Toàn đốc quân đánh nhau với quân Nguyễn, tuy ban đầu thắng được hai trận ở Hương Bộc, Đại Nại nhưng sau đó lại bị thua bởi tướng Nguyễn Hữu Tiến và phải lui về giữ An Trường. Tháng 5 năm 1656, Trịnh Căn được gia phong Phó đô tướng thái bảo Phú quận công, mở dinh Tá quốc và được lĩnh ấn Tá Quốc tướng quân, dẫn quân vào Nghệ An để chi viện cho Trịnh Toàn, nhưng theo sử gia Phạm Văn Sơn, mục đích thực sự của ông là kiểm soát và chia bớt quyền hành của Toàn. Ngày 8 tháng 8 năm đó, Trịnh Căn đã có mặt ở Nghệ An và hội ngộ với Trịnh Toàn tại An Trường.
Cuối năm đó, Trịnh Căn với Trịnh Toàn đem quân dưới trướng của mình đóng ở 2 nơi khác nhau: Toàn ở Quảng Khuyến còn Căn ở Bạc Trạc, đều sai quân đào hào đắp lũy, chống giữ những nơi hiểm yếu để thăm dò quân Nguyễn. Ở trong quân, Trịnh Toàn rất được lòng người do hằng ngày ông đều phân phát vàng bạc để lấy lòng tướng sĩ. Vì thế Trịnh Căn có ý nghi là Toàn sẽ làm phản, bèn lui quân về Phù Long, sửa sang dinh lũy và dò xét động tĩnh của Trịnh Toàn.
Đầu năm 1657, Thanh vương Trịnh Tráng chết, Thế tử Tây Định vương Trịnh Tạc lên nối ngôi Chúa. Vì Trịnh Toàn trấn thủ Nghệ An rất được lòng quân, chúa Trịnh Tạc mang lòng nghi kị ông ta, bèn cho người ra Nghệ An đòi Trịnh Toàn về kinh và trách tội là "bố chết mà không về để tang". Các thuộc tướng của Trịnh Toàn là Trịnh Bàn, Trương Đắc Danh lo lắng sẽ bị vạ lây do chủ tướng của họ đang gặp nguy hiểm, bèn về hàng quân Nguyễn. Quân lính dưới quyền hai người này ngả theo phe Trịnh Căn cả. Trịnh Toàn lo sợ,  bèn đem binh mã của bộ phận mình nộp cho Căn, và cầu xin sự thương tình từ người cháu. Trịnh Căn yêu cầu Trịnh Toàn về kinh để đợi mệnh lệnh. Trịnh Toàn miễn cưỡng trở về thì liền bị bắt giam vào ngục cho đến chết.
Sau khi trừ được Trịnh Toàn thì Trịnh Căn trở thành chỉ huy tối cao của các lực lượng quân Nguyễn ở Nghệ An. Ông lấy Lê Thời Hiến làm Hữu đô đốc, Hoàng Nghĩa Chẩn làm đô đốc đồng tri, Phạm Kiêm Toàn làm Đốc thị; đồng thời và bãi chức tước của Ngô Sĩ Vinh, với lý do ông Vinh làm đốc thị mà không tố cáo mưu đồ "làm phản" của Trịnh Toàn.
Sách Đại Việt sử ký toàn thư cho rằng Trịnh Căn là người có ơn phát giác âm mưu "làm phản" của chú mình và hết lời ngợi khen, dù nhiều sử gia như Nguyễn Khoa Chiêm trong Nam triều công nghiệp diễn chí cho rằng Trịnh Toàn không có ý tạo phản, khi bị nghi kị ông đã từng do dự muốn về hàng chúa Nguyễn, song lại bị sợ mang tiếng bất trung, bất hiếu; cuối cùng sự do dự chần chừ của Toàn khiến Trịnh Căn có đủ thời gian khống chế quân đội và tóm sống được ông ta. Tất cả kế hoạch đều là âm mưu của 2 cha con Trịnh Tạc - Trịnh Căn lập ra nhằm trừ khử mối đe dọa đối với ngôi Chúa.

### Chống giữ Nghệ An (1657 - 1660)
Tháng 6 ÂL năm 1657, Trịnh Căn quyết định vượt sông Lam tấn công quân Nguyễn. Ông chia quân cho các tướng Hoàng Thể Giao, Lê Thời Hiến và Trịnh Thế Công lần lượt theo các ngả tả, trung, hữu để vượt sông đánh vào các trại quân Nguyễn của tướng Tống Hữu Đại ở xã Nam Hoa, huyện Thanh Chương. Quân Trịnh thắng trận đầu nên có ý chủ quan, tranh nhau lập công mà khiến hàng ngũ lộn xộn, rốt cục lọt vào ổ mai phục của quân Nguyễn và thua to, quân Nguyễn thừa cơ phản kích đến bờ sông Lam. Trịnh Căn tự đem đại binh đến tiếp ứng cho tàn quan đang tháo chạy; cuối cùng quân Nguyễn rút đi còn quân Trịnh lại lui về An Trường. Cuối năm đó, Thái bảo Phú quận công Trịnh Căn được gia phong Thái phó.
Trước thế địch mạnh, thắng trận liên tiếp, quân nhà đang nhụt nhuệ khí, Trịnh Căn chủ trương cầm cự, không đánh lớn để chờ thời cơ. Ông cũng biết thực lực của quân Nguyễn không đủ mạnh, quân ít chỉ lợi đánh nhanh thắng nhanh, đi đánh xa lâu ngày đã mệt nên cũng không đủ sức ồ ạt bắc tiến như trước. Tranh thủ thời gian ngưng chiến, ông ra sức củng cố tinh thần tướng sĩ vừa bị thua trận và chia rẽ sau chuyện Trịnh Toàn. Nhờ đó khi thế quân Trịnh dần dần được tăng lên rõ rệt. Trong quân ngũ, Trịnh Căn điều hành rất nghiêm. Biết tướng Nguyễn Đức Dương lén bán lương cho quân Nguyễn để kiếm lợi, Trịnh Căn bắt Dương xử tử ngay. Sau đó ông lại phát hiện tướng Hoàng Nghĩa Chấn vì ganh ghét Đào Quang Nhiêu nên không chịu đến tiếp ứng cho Nhiêu khiến trận đánh quân Nguyễn ở Bạch Đàng thất bại, ông bèn sai siết cổ mà giết chết Chấn.
Việc hành xử của vị thống chế trẻ tuổi khiến tướng sĩ một lòng tin phục chấp hành mệnh lệnh. Tháng 6 năm 1658, tù trưởng Lang Công Chấn ở sách Trọng Hợp, huyện Quỳnh Lưu mưu tính phản Trịnh để theo về chúa Nguyễn, dẫn đường cho quân Nguyễn đi tắt theo chân núi đến đánh xã Dương Hiệp, huyện Đông Thành khiến dân chúng ở đây bị rối động. Trịnh Căn sai các tướng Lê Văn Hy và Lưu Thế Canh ra đón đánh, Công Cẩn rút quân về đồn. Các tướng Trịnh đuổi theo bắt được, giải về kinh sư. Tháng 7, quân Nguyễn vượt sông Lam đánh vào xã Mỹ Dụ, huyện Hưng Nguyên và thắng được cánh quân Trịnh ở đây do Nguyễn Hữu Tá chỉ huy nhưng sau đó bị tướng Lê Thời Hiến đánh bại phải rút về. Cuối năm đó, Trịnh Căn dẫn các tướng Đào Quang Nhiêu, Lê Thời Hiến, Đặng Thế Công và Trịnh Đăng Đệ tập kích họ Nguyễn một trận nhỏ ở xã Tuần Lễ, huyện Hương Sơn khiến họ phải thua chạy.
Những thắng lợi liên tiếp dù chỉ là những cánh quân nhỏ của địch nhưng nâng cao tinh thần cho quân Trịnh rất nhiều. Cùng lúc đó biến cố khác khiến Trịnh Căn thêm tin tưởng vào khả năng đánh bại quân Nguyễn. Hai bên tiếp tục ở thế cầm cự nhau trong một vài năm tiếp theo.
Tháng 8 ÂL năm 1660, Nguyễn Hữu Tiến đem đại binh vượt sông Lam đánh tướng họ Trịnh là Trịnh Kiêm ở Do Nha, Kiêm lui quân giữ lũy Đồng Hôn. Nguyễn Hữu Dật lại đánh một lần nữa, lũy Đồng Hôn thất thủ, các tướng Trịnh phải lui về An Trường.
Để báo thù trận thua này, Trịnh Căn nghĩ kế làm cầu phao qua sông, lại sai đô đốc Diệu cầm quân, kéo qua sông Khu Độc và núi Hoành Lĩnh, tham đốc Hằng quản lĩnh quân thủy, theo sông Lãng Khê đánh úp toán quân của Hữu Tiến. Nhưng Nguyễn Hữu Dật đã đoán được ý đồ ấy, bèn sai tì tướng là Trương Văn Vân đem quân mai phục ở Hoành Lĩnh, Tô Triều và Tú Minh đóng ở Hoành Cảng để rình đợi quân Trịnh. Diệu dẫn quân đến Hoành Lĩnh, quân mai phục bổng nổi dậy, quân bên Trịnh sợ hãi tan vỡ, chết hại rất nhiều. Toán thủy quân của Hằng kéo ra Lãng Khê, bọn Tô Triều tung quân ra bắn lại, quân Trịnh bỏ thuyền chạy về An Trường. Quân Trịnh và Nguyễn đóng đồn đối diện ở hai bên bờ sông cầm cự với nhau.
Quân Nguyễn không đủ thực lực để tự mình bắc tiến nên Nguyễn Hữu Dật đã sai người ra bắc câu kết với các lực lượng phản Trịnh như Phạm Hữu Lễ ở Sơn Tây, họ Mạc ở Cao Bằng, họ Vũ ở Tuyên Quang. Tuy nhiên hai bên dùng dằng, ỷ lại vào nhau. Tây Định Vương Trịnh Tạc phát giác, dụ giết chết Phạm Hữu Lễ khiến các cánh Mạc, Vũ không dám cử động, quân Nguyễn cũng hết trông đợi nội ứng. Giữa lúc đó các tướng Nguyễn nảy sinh mâu thuẫn. Nguyễn Hữu Tiến và thuộc tướng ghét Hữu Dật vì Dật được chúa Nguyễn tin hơn. Trịnh Căn nhân đó bèn sai người mang vàng đến dụ nhưng không kết quả. Tuy nhiên ông nhận thấy thời cơ đánh thắng quân chủ lực của Nguyễn đã đến.

### Thu hồi đất cũ
Sau thất bại ở Đông Hôn tháng 8 năm 1660, Trịnh Căn viết thư về kinh xin thêm viện binh. Chúa Trịnh phát thêm 1 vạn quân và 3 tướng Mẫn Văn Liên, Trịnh Liễu, Trịnh Thế Khanh ra mặt trận. Có thêm lực lượng, ông chia quân ra bày trận nhiều nơi khiến quân Nguyễn không biết phải phòng bị chỗ nào.
Trịnh Căn bàn với các tướng về việc phản công quân Nguyễn, song không ai đề ra được mưu sách gì. Đến hết buổi họp, chỉ có Trần Công Bách xin vào gặp riêng và đề xuất việc đánh chiếm cứ điểm quan trọng là Lận Sơn:
| “ | Lập Sơn chỗ phải cố tranh lấy, lấy được Lập Sơn trước thì phá giặc dễ thôi! | ” |

Trịnh Căn đáp rằng
| “ | Tôi từng lên núi Dũng Quyết xem kỹ hình thế, vẫn chú ý đến núi ấy. Nay những điều ông nói chính là chữ "hoả" trong bàn tay của người xưa | ” |

Ngày 14 tháng 10 năm 1660, Trịnh Căn đem đại quân lên núi Dũng Quyết để bày trận, rồi chia quân làm 2 đường, một do Hoàng Nghĩa Giao từ Âm Công vượt sông, đạo kia do Lê Thời Hiến qua đường cửa biển Hội Thống, hẹn ước với nhau cùng giáp công vào Lận Sơn lúc nửa đêm. Cánh Hoàng Nghĩa Giao vượt sông trước, giáp chiến với Chiêu Vũ hầu Nguyễn Hữu Dật ở xứ Hối Giang. Tướng tiên phong phía Trịnh là Trần Công Bách bị tử trận, các tướng khác bèn bỏ chạy, bị quân Nguyễn truy kích, thiệt hai thêm 3 tướng là Đinh Đức Nhuận, Nguyễn Đức Nhuận và Nguyễn Hoàng. Quân Nguyễn thừa thế vây kín quân Trịnh ở cả 4 mặt. Trịnh Căn vội sai thuộc tướng là bọn Trần Tiến Triều, Ngô Đình Xuân, Đỗ Lịch, Cao Huân đến giải vây cho Hoàng Nghĩa Giao, lại sai các đội thủy binh tiến qua bờ sông, hướng vào quân Nguyễn bắn liên tiếp. Cuộc giao tranh nổ ra từ giờ Tỵ đến giờ Thân (khoảng 9 giờ sáng đến 3 giờ chiều), cuối cùng quân Nguyễn lui chạy. Cùng lúc này cánh quân thứ 2 của Trịnh từ Hội Thống đã tiến đến hội họp, các tướng Trịnh cùng nhau tấn công. Quân Trịnh thiệt hại tướng Mẫn Văn Liên, song đã đốt phá được doanh trại của Hữu Tiến và buộc Hữu Tiến rút về Nghi Xuân. Quân Trịnh đạt được mục tiêu của mình và còn thu được nhiều chiến lợi phẩm. Trần Công Bách là người bày mưu cho trận thắng này và cầm quân tiên phong, nhưng đã tử trận trên chiến trường; Trịnh Căn rất thương xót và xin cha truy tặng ông ta lên chức Hữu đô đốc và cho theo họ Trịnh (Trịnh Bách).
Thế là hai cánh quân Nguyễn do hai danh tướng khét tiếng bách chiến bách thắng từng làm khiếp đảm quân Trịnh đều đã bị đánh bại. Tinh thần quân Trịnh vô cùng phấn chấn. Những cái tên Hữu Dật, Hữu Tiến không còn là nỗi ám ảnh cho quân Trịnh nữa. Trịnh Căn nhân đó xin chi viện để tổng tấn công xuống phía nam. Ngày 8 tháng 12 năm 1660, do được chi viện thêm từ Thăng Long, Trịnh Căn sai Lê Thời Hiến và Lê Sĩ Triệt đánh huyện Nghi Xuân, Hoàng Nghĩa Giao và Nguyễn Năng Thiệu đánh huyện Thiên Lộc. Quân Trịnh liên tiếp phá tan quân Nguyễn trong 3 ngày sau đó, quân Nguyễn tan vỡ thua chạy. Quân Trịnh lấy lại Bắc Bố Chính cùng 7 huyện đã mất ở Nghệ An.
Nguyễn Hữu Tiến thua trận buộc phải rút quân, nhưng vì ghét Nguyễn Hữu Dật nên giả cách hạ lệnh đánh An Trường nhưng bí mật toan tính rút về Nam Bố Chính không báo cho Hữu Dật biết. Cùng trong lúc này, Trịnh Căn cử Lê Thời Hiến làm tiên phong, còn tự mình dẫn 2 vạn quân hậu đội, quân thủy quân bộ tiếp nối với nhau. Vào giờ Tý ngày 19 tháng 12, các tướng Trịnh theo tín hiệu cùng thẳng tiến về đồn trại quân Nguyễn ở Lũng Gió. Hai bên giao chiến từ giờ Dần (5 giờ sáng) tới giờ Mùi (3 giờ chiều) mà vẫn chưa phân thắng bại. Khi đó có giông tố nổi lên từ phía đông bắc thổi qua bờ nam, khiến hàng ngũ quân Nguyễn rối loạn, Nguyễn Hữu Tiến biết khó thắng, bèn bỏ chạy về lũy Dinh Việt, quân Trịnh Căn chiếm được Lùng Giõ. Thất bại này càng củng cố quyết tâm triệt quân của Nguyễn Hữu Tiến, ông ta thông báo việc rút quân cho hết cả các tướng, chỉ trừ có Hữu Dật mà thôi.
Về phần Hữu Dật đã chỉnh bị quân lính sẵn sàng ngồi đợi từ canh ba, song vẫn không thấy Hữu Tiến tới, mà Trịnh Căn lúc này đã nhân đang đà thắng, điều quân sang sông đánh doanh trại Khu Độc. Vì thế cô nên Hữu Dật cũng phải tính chuyện rút lui an toàn, bằng cách đem theo vài chục quân nhanh nhẹn sắc bén ra nơi rộng khoáng biểu diễn trò vui, tiếng trống nổi lên như sấm, làm cho quân Trịnh tưởng quân Nguyễn rất đông đúc nên không dám đánh, bấy giờ Hữu Dật mới sai quân bỏ đồn Khu Độc bí mật rút ra ngoài nhằm hướng Đèo Ngang đi gấp. Khi Trịnh Căn dò biết sự thực, vội thúc quân đuổi theo, nhưng lại sợ gặp mai phục nên không dám tiến gấp.
Hữu Dật rút quân về Hoành Sơn hội với quân Hữu Tiến. Trịnh Căn đốc suất các quân đuổi theo, hai bên giao chiến một trận lớn ngay tại lũy Hoành Sơn. Trận này cả hai bên đều thiệt hại nặng nề nhưng quân Trịnh đã giành được thắng lợi khi thu hồi toàn bộ đất Nghệ An. Trịnh Căn lui quân 20 mươi dặm, đóng doanh trại ở Kỳ Hoa. Còn về bên Nguyễn thì Hữu Tiến đem quân về đóng ở cửa biển Nhật Lệ, Hữu Dật đóng ở Đông Cao, chia nhau phòng giữ những nơi hiểm yếu để chống nhau với quân Trịnh.
Ngày 23 tháng 12, Trịnh Căn cho chạy thư báo tin thắng trận và chiến công của các tướng về kinh sư. Đầu năm 1661, Trịnh Tạc sai Thượng thư bộ Lễ Phạm Công Trứ dẫn bọn Nguyễn Quốc Khôi, Nguyễn Công Bích, Phạm Duy Chất, Nguyễn Tông Lễ mang sách vàng tới trong quân, tiến phong Phú quận công Trịnh Căn làm Khâm sai tiết chế các dinh quân thủy quân bộ, kiêm giữ chính quyền, chức thái úy tước Nghi quận công, được mở phủ Lý quốc và ban cho ấn bạc. Sau đó Trịnh Căn cho rằng quân Nguyễn căn cơ còn vững chưa thể đánh ngay được, bèn dẫn quân về kinh, để Đào Quang Nhiêu ở lại trấn thủ Nghệ An và Bắc Bố Chính, Lê Sĩ Triệt, Hồ Sĩ Dương và Trịnh Tế làm đốc thị, quản lĩnh các tướng đóng ở Hà Trung. Ngày 16 tháng 4, khi về đến phủ Đại Khánh, trấn Thanh Hoa, thấy gần đến kỳ thi Hội, ông sai thuộc tướng Lê Thời Hiến, Hoàng Nghĩa Giao cùng với bọn Tham thị Phan Kiêm Toàn tiến về kinh trước để kịp theo hầu kỳ thi. Đến 10 ngày sau Trịnh Căn đặt chân về Thăng Long, vào lạy mừng vua Lê trước rồi mới đến Vương phủ lạy chào chúa Trịnh. Chúa mừng lắm, yên ủi về việc trấn thủ gian khó trong nhiều năm và thu phục bờ cõi, không phụ lòng uỷ thác.

### Hai lần nam tiến
Cuối năm 1661, chúa Trịnh Tạc kèm vua Lê Thần Tông nam phạt họ Nguyễn. Vua và Chúa đóng trại ở Phù Lộ thuộc châu Bắc Bố Chính, còn Trịnh Căn được cử làm thống lĩnh cùng các tướng Hoàng Thể Giao, Đào Quang Nhiêu, Lê Thời Hiến chia 3 đường vượt sông Gianh. Nguyễn Hữu Dật trấn thủ Nam Bố Chính chia quân đắp lũy thủ thế, giết tướng Trịnh là Hoan Trung. Quân Trịnh đánh mấy tháng không hạ được, lại lui về thôn Phúc Tự. Tháng 3 năm 1662, quân viễn chinh mệt mỏi, mà lương thực lại hết, Trương Văn Vân bèn nhân đêm tối lẻn ra khe Động Giản, bắn giết hơn trăm người. Trịnh Căn bỏ doanh lũy chạy. Trịnh Tạc bèn rút quân, đưa nhà vua về kinh. Sau trận này, phía Nguyễn cho xây thêm lũy Trấn Ninh để bổ sung cho lũy Đồng Hới, tăng cường bức tường phòng thủ của Đàng Trong.
Năm 1672, Trịnh Tạc lại quyết định nam phạt một lần nữa. Đây là trận chiến cuối cùng trong 7 cuộc giao tranh Trịnh - Nguyễn ở thế kỷ XVII. Tháng 6 năm đó, Chúa đưa vua Lê Gia Tông đến châu Bắc Bố Chính, và cử Trịnh Căn nắm quyền tối cao toàn bộ thủy binh (cùng Lê Thời Hiến lĩnh bộ binh). Lực lượng lần này của họ Trịnh là 10 vạn quân, nhưng nói phao lên là 18 vạn. Mùa thu năm đó, Trịnh Căn được lệnh đem thuyền trường xà và chiến thuyền, tất cả hơn 800 chiếc đậu ở sông Gianh chuẩn bị đánh vào bãi cát Trường Sa, đến cửa biển Nhật Lệ thì cho quân bỏ thuyền lên bộ đánh vào sau lưng quân Nguyễn. Ông cử Tham đốc Thắng quận công đem hơn ba mươi chiến thuyền đến đóng chỗ ngôi miếu ở cửa biển Nhật Lệ đế tiếp ứng cho quân bộ và Phò mã Hương quận công đắp đài súng ở xứ Cồn Mắm thuộc xã Trấn Ninh đặt súng lớn để bắn gãy cầu Mũi Nậy làm cho quân Nguyễn không đi lại qua sông được. Tướng chỉ huy quân Nguyễn là Công tử Hiệp (con thứ của Hiền vương Nguyễn Phúc Tần) sai tham tướng Tài Lễ đắp đài súng ở trong thành Trấn Ninh, đặt đại bác ở cầu Mũi Nậy để đối chọi với đài súng của quân Trịnh. Hai bên cầm cự với nhau tại lũy Trấn Ninh trong suốt 2 tháng.
Chúa Hiền cũng giả vờ phao tin quân Nguyễn đông tới 26 vạn khiến Trịnh Tạc lo ngại, truyền cho Trịnh Căn phải thăm dò cẩn thận, không vội đổ quân lên bờ để khỏi bị quân địch đánh úp, điều này đã làm lỡ mất thời cơ tốt để công hạ lũy Trấn Ninh. Sau đó chúa Hiền đã cử đại binh tới hỗ trợ khiến lực lượng họ Nguyễn mạnh lên, mấy lần đánh phá được quân Trịnh.
Sau đó, khi Trịnh Căn đem chiến chuyền vào đóng ở bờ bắc sông Gianh, định đưa thuyền vượt biển vào đánh chiếm cửa Nhật Lệ, thì bất ngờ trúng gió bị cấm khẩu không nói được, bỏ cả ăn uống, nằm liệt giường, bệnh tình coi rất nguy kịch. Chúa Trịnh Tạc bèn bí mật cho người đưa ông về kinh chạy chữa nhưng giấu kín không cho người ngoài biết vì sợ làm quân sĩ nản lòng. Không lâu sau đó, vì tình thế cũng không khả quan và có tin đồn về một vụ nổi loạn tại Thăng Long, Chúa đành rút đại quân về kinh, cử Lê Thời Hiến, Lê Sĩ Triệt ở lại trấn thủ. Giao tranh Trịnh Nguyễn từ đó cũng ngừng hẳn và sông Gianh được chọn làm giới hạn phân chia bắc nam; thế cục này duy trì mãi đến khi Tây Sơn khởi binh 100 năm sau.

### Đánh họ Mạc ở Cao Bằng
Nhà Mạc từ khi bị đánh đuổi khỏi Thăng Long năm 1592 đã chạy lên cát cứ ở Cao Bằng và dựa vào sự hậu thuẫn của nhà Minh và nhà Thanh ở Trung Quốc để giữ đất Cao Bằng, triều đình Lê - Trịnh nhiều năm không dẹp được. Năm 1667, Nghi quốc công Trịnh Căn được cử làm thống đốc dẫn các tướng tiến đánh Mạc Kính Vũ ở Cao Bằng. Kính Vũ nghe tin bèn cùng với thuộc hạ chạy sang đất Trấn Yên thuộc nhà Thanh. Các đạo quân Trịnh truy đuổi, bắt sống được trai gái họ hàng họ Mạc cùng đồ đảng và người, vật, khí giới của cải nhiều không kể xiết, song lại để Mạc Kính Vũ chạy thoát sang đất Trấn Yên thuộc nhà Thanh. Sau khi quân Trịnh rút đi, năm 1669, Kính Vũ lại xin nhà Thanh can thiệp để trở về Cao Bằng. Đến năm 1677, chúa Trịnh sai Đinh Văn Tả cầm quân đánh Cao Bằng mới dứt được họ Mạc.

## Cai trị Đàng Ngoài

### Việc đối nội

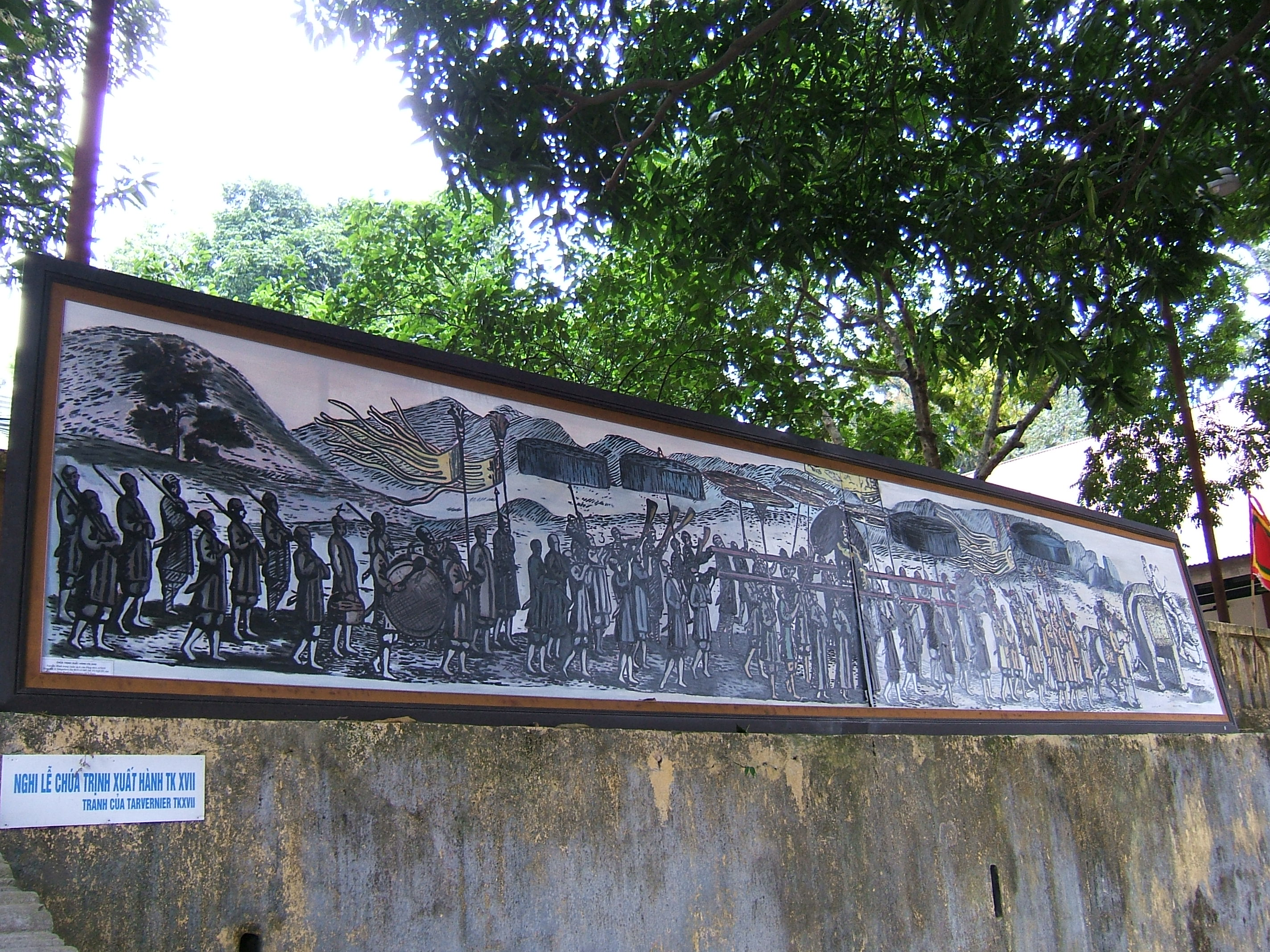
Tranh vẽ đám rước chúa Trịnh xuất hành, thế kỷ 17

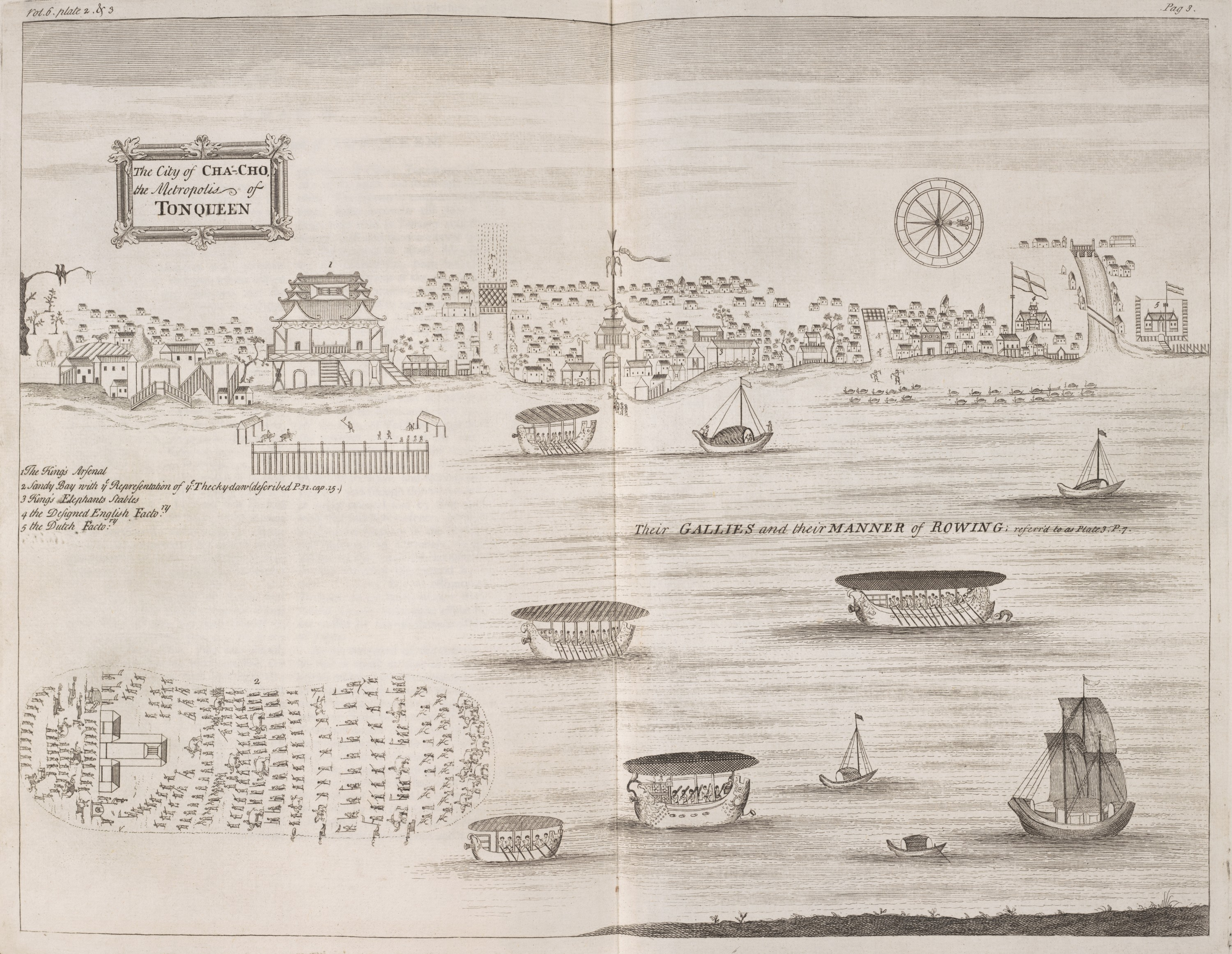
Quang cảnh Thăng Long - Kẻ Chợ nhìn từ sông Hồng, năm 1685

Ngày 19 tháng 8 năm 1674, Trịnh Tạc do tuổi cao sức yếu, tâu xin nhà vua phong cho Trịnh Căn làm Nguyên soái, Tổng quốc chính, Định Nam vương, dự bị thừa kế ngôi chúa. Trịnh Căn tự xưng là Phó vương. Từ lúc này, phàm văn thư ở phủ Chúa ban ra thì gọi là "lệnh dụ" thần dân dâng tờ khải lên phủ Chúa thì nói "cẩn khải văn". Văn thư ở phủ Phó vương ban ra tiếm xưng là "lệnh chỉ"; thần dân dâng tờ khải thì nói: "cẩn khải". Việc này là dựa theo tiền lệ của chính Trịnh Tạc, vì ông cũng được phong làm Tây Định vương ngay khi cha mình là Thanh vương Trịnh Tráng còn tại thế (1645).
Ngày 24 tháng 9 năm 1682, Tây vương Trịnh Tạc mất, Định Nam vương Trịnh Căn lên kế thừa ngôi Chúa. Mùa hạ năm 1684, sau nhiều lần từ chối, Trịnh Căn nhận sách mệnh của nhà vua, tiến phong làm Đại Nguyên soái, Tổng quốc chính, Thượng Thánh Phụ sư Thịnh công Nhân Minh Uy Đức Định vương. Ông còn được vua Lê ban cho đặc ân không phải viết tên vào tấu sớ, không cần lạy khi vào bái yết, được ngồi ở bên trái nhà vua khi thị triều.
Kế tục sự nghiệp của cha, Trịnh Căn chú tâm củng cố bộ máy cai trị ở Bắc Hà. Ông trọng dụng các danh sĩ như Nguyễn Danh Nho, Nguyễn Quý Đức, Nguyễn Tông Quai,... Năm 1684, Trịnh Căn hạ lệnh cho các quan phải vi hành để thị sát đời sống dân chúng, đến cuối năm sẽ theo hoàn cảnh từng loại người làm trình bày, để tìm phương pháp giúp đỡ cho họ. Trong lệnh chỉ ông viết:
| “ | Thương yêu dân chúng là việc đầu tiên của chính sự. Dân chúng có người vì quan sở tại hà khắc, bọn quyền quý ức hiếp, có người vì oan ức phải phiêu tán tha hương, họ cần được vỗ về thương yêu mới phải. | ” |

Cuối năm 1684, Chúa ra lệnh khảo xét các quan coi việc binh và việc dân; và ban thưởng cho 16 người do Trịnh Liễu đứng đầu, do được được đánh giá là "biết vỗ về, thương xót mọi người".
Năm 1687, Trịnh Căn rút lệ chống án xuống bốn tháng cho việc giết người và ba tháng cho việc trộm cướp, hai tháng cho các việc tạp tụng khác. Năm 1693, vì thực trạng học trò câu nệ về lề lối saó cũ, nghĩa là gần như thuộc rồi chép y nguyên trong sách vở mà không có phát kiến gì, nên Chúa chỉnh đốn lại thể văn thi ở các khoa trường theo lệ cũ thời Lê Thánh Tông, yêu cầu học trò khi viết văn vừa dùng cổ sử và áp dụng với chính sự đương thời, thơ thì cho tự do sáng tạo hơn chứ không rập khuôn vào một thể thơ nữa,... Với yêu cầu như vậy thì giúp những người hiểu biết rộng rãi phát huy được nền tảng kiến thức của mình. Lại theo lời tham tụng Nguyễn Văn Thực, bắt đầu đặt chức quan kiêm bản lãnh công việc ở Quốc Tử giám. Sau đó, ông định phép xét công trạng các lại điển, chia họ thành 4 hạng: hạng liêm khiết, tài năng, bình thường, gian giảo, cứ 3 năm xét 1 lần, rồi dựa vào đó mà thăng thưởng hay trách phạt.
Để kiểm soát biên giới phía bắc sau nhiều năm chiến loạn, Trịnh Căn cho lập sổ Tu tri (1694), tương tự như một loại bản đồ viết nhằm ghi chép địa phận từ cấp phủ đến làng xã với chi tiết bên trong.
Năm 1694, ông cho quân bắt 290 người, trong đó hạ lệnh xử tử 52 người ở làng Đa Già Thượng, số còn lại bị chặt ngón tay và đi đày. Quan binh triệt hạ làng đó sau khi phát giác ra việc người làng ấy trong 20 năm đã lập nhà trọ để lừa giết cướp của cải của khách bộ hành nghỉ lại. Trong bài văn tế viết vào tháng 5/1694 cho biết đã tìm thấy hài cốt 318 người bị làng này sát hại và quăng xác xuống vực sâu.
Tháng 7 năm đó, hai đại thần là Tả thị lang bộ Lại Nguyễn Danh Nho và Hữu thị lang bộ Lại Ngô Sách Tuân bị tố cáo là tuyển dụng quan lại không hợp thể lệ và ưu ái cho các học trò của mình. Chúa bèn giáng chức Nguyễn Danh Nho làm hữu thị lang bộ Hình, Ngô Sách Tuân làm tham chính Lạng Sơn. Còn Cấp sự Lại khoa là Nguyễn Đình Trụ vì không biết tố cáo từ sớm nên cũng bị giáng chức; đồng thời 24 vị quan mới được bổ nhiệm bị thu hồi giấy cáo thân. Sách Tuân bèn tố cáo một vị quan khác là Lê Hy cầu cạnh nhờ vả cho con trai ông ta Lê Thuyên cùng học trò Tô Hinh được bổ nhiệm, nhưng bầy tôi trong triều bênh Lê Hy và nói Sách Tuân nói không đúng sự thật, khiến ông này lại phải bị giáng làm Đô cấp sự.
Mùa thu năm 1696, ông hạ lệnh cấm đạo Thiên Chúa một lần nữa, hạ lệnh dò la xét hỏi một cách nghiêm ngặt để trị tội, và phá hủy các nhà thờ đạo, đốt kinh sách,... song rốt cục cũng không ngăn cấm dân theo đạo. Lại buộc người Trung Quốc sang trú ngụ, nhất luật phải tuân theo phong tục nước Đại Việt.
Mùa thu cùng năm có đợt khảo quan, Trịnh Căn triệu Tham tụng Nguyễn Quán Nho và Lê Hy vào phủ để nghĩ sẵn đầu bài thi, sau đó Quán Nho tiết lộ đề thi ấy ra. Trịnh Căn giận, bèn biếm chức Quán Nho làm Tả thị lang bộ Binh. Hôm sau, vì đô ngự sử Nguyễn Quý Đức có con em nhận hối lộ mà bị giáng chức Tả thị lang bộ Binh, nên Trịnh Căn lại cho Quán Nho làm đô ngự sử. Năm 1697, ông nghiêm cấm cờ bạc và đặt luật để trừng phạt những người chơi cờ bạc.
Trước đây, các kiện tụng đã qua các nha môn xét xử, mà còn có người nào không đồng ý với phán quyết thì được phép khiếu tố lại ở Ngự sử đài để triều đình sai quan khám kỹ xét lại; mà sau khi xong việc các chức quan khám xét bị bãi bỏ đi. Năm 1696, vì lý do kiện tụng giấy tờ càng ngày càng phiền phức, nên sai quan văn, quan võ chia nhau khám xét. Sau này, trong phủ liêu chính thức đặt chức Thiêm sai để khám xét kiện tụng.
Năm 1697, trong kỳ thi Hương ở Thanh Hoa do giám thi Ngô Sách Tuân phụ trách, có một sĩ tử là con trai quan Tham tụng Lê Hy. Sách Tuân trước đắc tội với Lê Hy nên nhân việc này muốn lấy lòng, bèn bí mật đưa quyển thi của con trai Lê Hy cho khảo quan phê lấy đỗ. Đề điệu trường ty là Ngô Hải biết việc mà không tố giác. Về sau việc này bị Tham chính Thanh Hoa Phan Tự Cường phát giác. Trịnh Căn khép Sách Tuân vào tội thắt cổ, bãi chức Ngô Hải, phạt tiền các quan coi thi khác, và thăng Tự Cường làm Thiêm đô ngự sử, mà bố con Lê Hy lại không bị trách phạt gì cả.. Bấy giờ Lê Hy nắm quyền lớn, rất được Chúa thiên vị, những ai không hợp ý với ông ta đều bị đàn hặc, giáng chức, nên trong triều ngoài nội truyền nhau câu thơ rằng: "Tham tụng Lê Hy, thiên hạ sầu bi".
Năm 1702, Lê Hy chết, Trịnh Căn khởi phục cho Nguyễn Quán Nho, người bị Lê Hy trục xuất khỏi triều đình trước kia, làm Thượng thư bộ Binh, vào phủ đường giữ chức Tham tụng. Lúc ấy, Thanh Hoa và Nghệ An có vấn đề binh lính bỏ trốn dẫn đến thiếu ngạch lính, các binh phiên bèn đến nhà dân bắt trai tráng đi lính, họ đòi hối lộ của nhà giàu và bắt những người nghèo đi lính. Triều đình tranh luận là nên chấp nhận sự thiếu hụt ngạch lính hay tăng cường bắt bớ. Quán Nho cho rằng nếu giảm ngạch lính chỉ có lợi cho hương thôn, họ sẽ đua nhau than nghèo khổ để không bị bắt đi lính. Và ông ta kiến nghị những nơi có lính trốn mà không có người thay thì mới ủy cho trấn quan đến bắt ở nhà dân mà bỏ lệ binh phiên bắt bớ để tránh sự gay gắt; còn những nơi nghèo khổ thì phải làm tờ tâu bày rõ để chờ triều đình quyết định. Vì Quán Nho làm việc theo chính sách khoan hậu, người ta truyền nhau câu thơ là: "Tham tụng Vãn Hà, bách tính âu ca".
Năm 1707, chúa sai định lại phép khảo công và niên hạn ân tuất cho dân bỏ quê hương vì nạn đói: người phiêu tán sẽ được xá phú thuế và dao dịch trong năm năm; người đã trở về mà tình cảnh nghèo khổ sẽ được miễn thuế hộ trong ba năm. Tháng 10 năm đó, ông lại nhận thấy chức trách phủ huyện là chỗ thân cận với dân, mà cách làm việc của bộ Lại ngăn trở người tài, nên lệnh hai ty Thừa chính, Hiến sát chọn trong số các viên huyện lệnh thuộc dưới quyền, đề cử người nào có thể giữ nổi chức tri huyện, tri phủ thì hãy đề cử để triều đình cất nhắc.

### Đánh dẹp họ Vũ và họ Mạc
Lúc bấy giờ Chúa Bầu ở Tuyên Quang là Vũ Công Tuấn tuy trên danh nghĩa thần phục nhà Lê với tước Khoan quận công, song thực tế là cai trị bán độc lập xứ Tuyên Quang. Năm 1672, ông ta ra mặt làm phản, cùng dư đảng họ Mạc thường đem quân quấy phá các vùng xung quanh. Năm 1686, Vũ Công Tuấn liên minh với người Nùng xâm lược cướp bóc vùng biên giới Tuyên Quang, Hưng Hóa; chúa sai Nguyễn Công Triều đem quân đi đánh, người Nùng bỏ chạy nhưng ít lâu sau họ đã quay lại. Chúa lại sai Đề đốc Trịnh Cấp đi đánh dẹp, tuy đẩy lui được người Nùng nhưng Trịnh Cấp lại để binh lính của mình sách nhiễu, chèn ép dân địa phương nên khi về kinh không được ban thưởng.
Vũ Công Tuấn bỏ trốn sang Vân Nam. Mùa hạ năm 1689, Trịnh Căn cử đốc suất Lê Hải, đốc thị Đặng Đình Tướng đem quân tới đánh. Bọn Lê Hải gửi thư cho tổng đốc Vân Nam yêu cầu họ giao trả tù binh họ Vũ gồm lại gái trai lớn bé hơn 120 người. Vũ Công Tuấn sau đó bị giải về kinh sư giết chết. Đất Tuyên Quang sau hơn 100 năm bán độc lập dưới quyền Chúa Bầu họ Vũ, đến đây được tiếp quản chính thức bởi triều đình Lê - Trịnh.
Tuy triều đình đã khôi phục được Cao Bằng, song dư đảng họ Mạc chạy sang Long Châu, ngầm cấu kết với thổ ty nhà Thanh quấy phá vùng biên giới. Năm 1692, đốc trấn Cao Bằng là Ngô Sách Tuân sai thuộc hạ trong trấn là Bế Công Quỳnh giao kết thân mật với thổ quan Long Châu, nhờ đó bắt được Hán Đường công là Mạc Kính Chư cùng Đô đốc Đinh Công Đĩnh và bè đảng về kinh giết chết. Triều đình bèn thăng Sách Tuân làm Hữu Thị lang bộ công, và Bế Công Quỳnh được thưởng tước Quận công.

### Ngoại giao

#### Với Trung Quốc
Bấy giờ thế lực của họ Mạc ở Cao Bằng đã bị đánh dẹp từ năm 1677, Mạc Kính Vũ phải chạy sang Long châu thuộc Trung Quốc. Tháng 6 năm 1682, vua Khang Hy nhà Thanh hạ lệnh giao trả tù binh họ Mạc là bọn Kính Liêu cho Đại Việt. Trịnh Căn bèn Vũ Duy Đoán và trấn thủ Lạng Sơn Thân Đức Tài đến tiếp nhận. Lúc đó tên của Duy Đoán đứng dưới tên Đức Tài. Đến đầu năm 1683, khi lễ giao trả sắp diễn ra thì Duy Đoán đã được thăng chức Thượng thư, được lệnh đi cùng Vũ Công Đạo, nhưng chúa vẫn muốn công ăn để như trước. Công Đạo và Duy Đoán cố tranh luận, khuyên can. Chúa giận lắm, bãi chức cả hai người, thay vào đó là bồi tụng Nguyễn Quai và bọn Trần Thế Vinh, Đặng Đình Tướng đi cùng Thân Đức Tài.
Khi các quan bên Đại Việt đến nhận tù binh thì bị Vương Quốc Trinh ở Quảng Tây ép phải nộp tiền hối lộ là 5500 lạng bạc. Số tù binh 350 người họ Mạc được đưa về kinh. Nhà vua Lê Hy Tông ngự điện Kiền Nguyên nhận tù binh, sau lại dẫn đến sân phủ chúa để chịu tội. Bọn Kính Liêu nhận tội nhưng xin bảo toàn mạng sống. Chúa Trịnh tha tội cho bọn họ, lại ban quan tước cho Kính Liêu 3 người, số còn lại đưa đi an trí ở các nơi, hằng năm cấp phát cho tiền vải đầy đủ. Lại vì số tiền hối lộ quá lớn, nên Đình Tướng bị giáng chức, các quan khác cũng bị phạt tiền.
Mùa đông năm 1683, sứ nhà Thanh là Minh Đồ sang Đại Việt ban lễ phẩm tế Lê Huyền Tông và Lê Gia Tông. Lúc ấy vẫn chưa an táng Tây vương Trịnh Tạc. Trịnh Căn bèn giả mạo thư của Lê Hi Tông đưa đến mời sứ thần nhà Thanh viếng Trịnh Tạc, Minh Đồ bèn dùng lễ riêng phúng viếng. Cuối năm đó, các quan Tri châu của nhà Thanh là Sầm Ám Tôn và Triệu Quốc Kiều sai sứ đến cống sản vật địa phương và chúc mừng việc dẹp yên họ Mạc, chúa Trịnh viết thư trả lời và ban vàng, lụa cho họ.
Bằng nhiều nỗ lực ngoại giao, Định vương Trịnh Căn buộc nhà Thanh phải trả lại một số thôn ấp ở vùng biên giới do các quan trấn thủ nhà Thanh lấn chiếm khi họ Trịnh mải tập trung vào chiến tranh với họ Nguyễn. Vào mùa hạ năm 1688, chúa Bầu Vũ Công Tuấn bị quân Trịnh đánh bại nhiều lần nên cầu cứu với nhà Thanh, nhân đó thổ ti châu Khai Hóa của Trung Quốc chiếm đất hai châu Vị Xuyên, Bảo Lạc thuộc Tuyên Quang và châu Thủy Vĩ thuộc Hưng Hóa. Triều đình nhiều lần tranh nghị nhưng chẳng ăn thua, từ đó đấy hết đời nhà Lê đất ba châu không thu lại được nữac.
Thôn Na Oa châu Lộc Bình thuộc Lạng Sơn giáp với Trung Quốc, bị thổ tù Vi Vinh Diệu chiếm lấy, giao về địa giới Trung Quốc. Mùa đông cùng năm triều đình sai Đoàn Tuấn Khoa cùng Lê Chí Tuân sang phủ Tứ Thành nhà Thanh hội khám, kết quả Na Oa và 7 thôn ở Tư Lăng được trở về Đại Việt. Trịnh Căn khen về việc này, lại cho Tuấn Khoa được làm bồi tụng. Sau đó lại xảy ra tranh chấp khác, thổ tù châu Tư Lăng là Vi Thế Hoa đem 4000 lạng bạc đến làm tin để ở đất Na Oa. Thế Hoa bèn đào hào và dựng 3 bia đá ở xã An Khoái Châu Lộc Bình. Từ đấy đất Na Oa lại mất về nhà Thanh.
Năm 1690, các tướng cướp bên Trung Quốc là Phương Vân Long và Tân Ân Sủng dựng cờ khởi nghĩa ở vùng biển Vạn Ninh, đánh phá cả Trung Quốc và Việt Nam. Trấn tướng Long Môn nhà Thanh là Diệp Thắng đưa thư sang hẹn cùng hội quân đánh dẹp cuộc nổi dậy này. Triều đình sai Lê Huyến đem quân đến hội, bắt được Ân Sủng và đồ đảng hơn 200 người giải giao cho Diệp Thắng ở Long Môn. Sau khi Lê Huyến đã đem quân về, Diệp Thắng mượn tiếng là chia nhau đi bắt đảng giặc còn sót lại, rồi dẫn quân vào Tiên Yên và Hoành Bồ sách nhiễu cung đốn khiến người dân rất khổ sở. Triều đình Lê - Trịnh bèn làm văn thư nghiêm khắc bóc trần việc này đưa sang nói với viên tổng đốc Quảng Đông, Diệp Thắng bị kết tội và bị xử trảm.
Mùa hạ năm 1698, Trịnh Căn sai Nguyễn Đăng Đạo đi sứ nhà Thanh tranh luận về 3 động Ngưu Dương, Hồ Điệp và Phổ Viên thuộc châu Vị Xuyên xứ Tuyên Quang bị nhà Thanh chiếm, nhưng vua Thanh không thuận trả, cho rằng đất ấy thuộc Trung Quốc. Năm 1701, lúa chiêm ở châu Lạc Bình thuộc Lạng Sơn đã chín, Vi Vinh Diệu ở châu Tư Lăng đem dân đấn lấn cướp. Chúa sai thổ ty Vi Phúc Vĩnh phòng bị, nhưng lại lệnh đừng gây bạo động lớn. Trong suốt thế kỷ XVI, XVII, vì Đại Việt xảy ra chiến tranh liên miên, triều đình ít chú ý đến các vùng đất thượng du gần biên giới, phó mặc cho các thổ ty tự trị hoặc bán cho người Trung Quốc; đến thời thái bình thì nhà Thanh cũng đang lớn mạnh, vì thế các sứ thần hay tỏ ra mềm mỏng khi tranh luận về đất đai mà không dùng hết lý lẽ để biện bác, vì thế rất nhiều đất đai phía bắc bị mất mà không giành lại được. Nói cách khác, sự suy yếu của Đại Việt từ thế kỉ XVI đã khiến cho các thủ lĩnh vùng biên giới xoay hướng đầu phục về phía Bắc, trao phần khá lớn đất đai vào tay người Trung Quốc. Nhóm dân Việt/Kinh trên ba đảo ở Quảng Tây ngày nay đã trở thành dân ngụ cư, sở dĩ còn giữ tính Việt mấy trăm năm chỉ nhờ ở vị trí cô lập, tách biệt mà thôi.
Lúc ấy có thổ tù Sầm Trì Phượng, ở châu Tiểu Trấn Yên nhà Thanh, thường đem quân xâm lấn quấy rối biên giới châu Bảo Lạc thuộc Tuyên Quang, lính phòng thủ biên giới không sao ngăn cản được. Chúa bèn sai Hà Tôn Mục và Nguyễn Hành đi kinh lý Tuyên Quang, Tôn Mục viết thư trách cứ Sầm Trì Phượng, ông này sợ thế quân Việt nên xin tạ lỗi và xin triệt hết quân đi, do đấy, dân ở biên giới được trở về làm ăn. Khi trở về triều, Trịnh Căn khen Tôn Mục và Nguyễn Hành là người có tài, cho Tôn Mục thăng tự khanh, Nguyễn Hành thăng đô cấp sự.

#### Với Ai Lao
Vào năm 1694, vua Ai Lao là Shouligna Vongsa (1639 - 1694) băng hà, triều đình Ai Lao bị rối loạn vì không tìm được người thừa kế. Lúc này có một người trong hoàng tộc Ai Lao là Sai Ong Hue hay Ông Lô (sử Việt chép là Triều Phúc) vì những tranh chấp nội bộ hoàng gia mà đang phải lẩn tránh ở Nghệ An thuộc Đại Việt.
Mùa đông năm 1696, chúa lệnh cho trấn thủ Nghệ An Đặng Tiến Thự đem quân hộ vệ Triều Phúc về làm vua nước Ai Lao, tức vua Xaysethathirath II, bắt đời đời cống nạp cho Đại Việt.
Năm 1700, bộ tộc Lạc Hòn dấy quân đánh Triều Phúc ở Ai Lao, không thắng được. Họ bèn đưa thư cho đốc suất Nghệ An là Lê Huyến xin vào dâng lễ cống và xin bắt Triều Phúc đem về, để người Lào được đặt tù trưởng khác và thu tô thuế để nộp. Triều đình bên Việt từ chối, cuối cùng Lạc Hòn phải xin hòa với Triều Phúc. Sau Triều Phúc lại đánh Lạc Hòn, nhưng không thắng được, bèn rút về.
Năm 1706, do Triều Phúc đã lâu chưa cống nạp, Trịnh Căn sai sứ trách hỏi, Triều Phúc xin dâng cống nạp về lễ diên thọ và xin 3 năm dâng một lần. Triều Phúc lại xin giúp cho binh khí và xin cho làm thông gia. Trịnh Căn làm giấy yên ủi và lấy một người cháu gái thuộc Trịnh gia phong làm Quận chúa để gả cho vua ấy. Với đường lối ngoại giao mềm mỏng này, triều đình Lê - Trịnh đã giữ gìn được cương giới phía tây đất nước.

### Vấn đề người kế vị

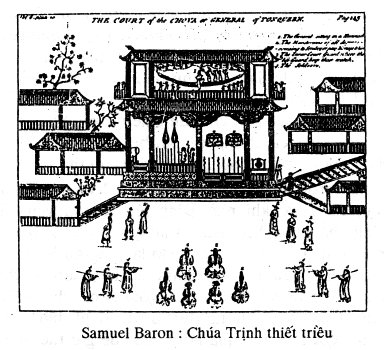
Quang cảnh Phủ chúa Trịnh do Samuel Baron vẽ năm 1685 dưới thời Trịnh Căn.

Con trưởng của Trịnh Căn là Trịnh Vịnh được phong làm Quốc tể Lương quận công, nhưng đã mất sớm khi còn đương sức (1681) mà cháu đích tôn là Trịnh Bính (con Trịnh Vịnh) tuổi còn bé, nên ông dùng con thứ hai là Trịnh Bách làm kế tự. Năm 1684, Trịnh Bách được tấn phong làm Khâm sai tiết chế các doanh quân thủy, quân bộ, kiêm giữ quyền chính trong nước, chức thái úy, tước Kiêm quận công, mở phủ Lý Chính.
Năm 1687, Trịnh Bách mất. Lúc bấy giờ Trịnh Bính đã trưởng thành, nên được dùng làm kế tự, phong tiết chế các doanh quân thủy, quân bộ các xứ, kiêm giữ cả chính quyền, chức thái úy, tước Tấn quốc công, mở phủ Dực quốc.
Ngày 13 tháng 2 năm 1703, Trịnh Bính lại qua đời..  Lúc đó Chúa tuổi đã cao mà ngôi thừa tự vẫn chưa ổn định, bèn triệu bồi tụng Nguyễn Quý Đức vào hỏi. Quý Đức ủng hộ việc truyền ngôi cho dòng trưởng, nên nói rằng:
| “ | Việc giữ nước, vỗ về dân là trách nhiệm nặng nề, nên cho thuộc về tằng tôn là dòng đích, điển lệ đã rõ rằng như vậy. Xin hãy sớm định rõ danh phận để cắt đứa sự ngấp nghé, dòm nom. | ” |

Chúa lại hỏi Đặng Đình Tướng, Đình Tướng cũng trả lời y như vậy, lúc đó ý Chúa mới quyết. Mùa xuân năm 1703, Trịnh Căn xin với vua Lê Hy Tông tiến phong cho con trưởng của Trịnh Bính, chắt trưởng của mình là Trịnh Cương làm Khâm sai Tiết chế các xứ thủy bộ chư dinh kiêm Tổng chấp chính, Thái úy An quốc ông cho mở phủ Lý quốc, điều này đồng nghĩa với việc Trịnh Cương sẽ là người kế thừa ngôi chúa.. Năm đó Trịnh Cương mới 18 tuổi.
Việc Trịnh Cương được lập khiến một cuộc tranh đấu trong phủ Chúa xảy ra. 2 người con của Tiết chế quá cố Trịnh Bách là Hằng quận công Trịnh Luân, Đĩnh quận công Trịnh Phất không phục Trịnh Cương, bèn câu kết với Quỳnh quận công Đào Quang Nhai, Trịnh Lộc hầu Lê Thời Đường, Hân Thọ hầu Nguyễn Quang Phụ mưu làm đảo chính để giết Trịnh Cương. Nhưng có quan Hiệu thảo Nguyễn Công Cơ biết chuyện, tố giác với chúa. Chúa bèn giết Trịnh Luân và Trịnh Phất, thăng Nguyễn Công Cơ làm Hữu Thị lang bộ Công.
Ngày 17 tháng 6 năm 1709, Trịnh Căn qua đời, hưởng thọ 77 tuổi, giữ chính quyền được 28 năm (1682 - 1709), truy phong là Khang vương, miếu hiệu là Chiêu Tổ, thụy hiệu là Dung Hoán, an táng ở cánh đồng Diên Thượng tại huyện Yên Định, Thanh Hóa. Trịnh Cương lên kế thừa ngôi Chúa, tức là Hy Tổ Nhân vương.

## Nhà thơ
Không chỉ là nhà chính trị, nhà quân sự, Trịnh Căn còn là một nhà thơ. Ông có để lại một tập thơ nôm "Khâm Định Thăng Bình Bách Vịnh Tập" gồm 90 bài, làm theo thể thơ Hàn luật. Đây là tập thơ có tính chất cung đình, nhân danh bậc vua chúa vịnh trăm bài thơ ở điện Thiên Hoà, với mục đích ca ngợi triều đại, công tích và ân huệ trị dân của mình. Theo các nhà nghiên cứu văn học, tập thơ có tính chất gần giống với "Hồng Đức quốc âm thi tập" của Lê Thánh Tông. Tập thơ có những bài vịnh cảnh sông núi, chùa miếu, thiên nhiên, thời khắc rất hay, thể hiện niềm tự hào về văn vật đất nước. Thơ của ông được các nhà nghiên cứu đánh giá là khá chải chuốt, điêu luyện dù đôi khi sa vào khuôn sáo.

## Đánh giá
Có thể nói, sau vua Lê Uy Mục trở đi, ở nước Đại Việt chiến sự liên miên, những người cầm quyền phần nhiều bị cuốn vào chuyện binh đao, hiếm có một vị vương giả nào kiêm được thành tích trên cả ba mặt "chiến", "trị" và "văn" như Trịnh Căn. Hiển nhiên công tích về cả ba mặt này của Trịnh Căn, cũng như ngôi vị của ông, đều chưa được như Lê Thánh Tông, người được coi là vị vua kiệt xuất trong lịch sử phong kiến Việt Nam. Mọi thứ của Trịnh Căn đều gần như một Lê Thánh Tông thu nhỏ: vua Lê là "đế", Trịnh Căn là "vương"; vua Lê mở đất, Trịnh Căn chỉ giữ đất; vua Lê làm nhiều thơ và lập cả Hội Tao Đàn, Trịnh Căn chỉ để lại một tập thơ.
Tuy nhiên, thời đại của Trịnh Căn nhiều điều kiện khách quan khó khăn hơn thời Lê Thánh Tông. Thời Lê Thánh Tông lên ngôi, dù vừa xảy ra biến loạn Lê Nghi Dân, nhưng đó chỉ là biến loạn cung đình, đời sống xã hội không hề bị xáo trộn, nhân dân được no ấm, đất nước thái bình đã hơn 30 năm. Kẻ địch lúc đó là nước Chăm Pa ở miền nam đã suy yếu. Trong khi đó, thời Trịnh Căn, nội chiến kéo dài gần nửa thế kỷ với một kẻ địch mạnh và có thừa sự khôn ngoan, đất căn bản Bắc Bộ vẫn đang bị chia cắt. Có một đặc điểm về mặt chính trị thời Trịnh Căn khác thời Lê Thánh Tông: đó là thời của thể chế "lưỡng đầu", vừa có vua vừa có chúa, nên luôn tồn tại mâu thuẫn âm ỉ trong cung đình giữa những người trong dòng họ nắm "thực quyền" và những người trong dòng họ chỉ có quyền trên "danh nghĩa". Trịnh Căn nói riêng và các chúa Trịnh nói chung, dù có công lao với Bắc Hà, vẫn bị mang tiếng là "quyền thần", "hiếp vua", "lộng hành", nhất là sử sách nhà Nguyễn sau này đã có nhiều lời chê trách.
Trong sách Lịch triều hiến chương loại chí, phần "Nhân vật chí", sử gia Phan Huy Chú có nhận định về Trịnh Căn:
| “              | Vua tôn trọng chúa khác thường, tấu sớ không phải đề tên, vào chầu không phải lạy, lại cho đặt ghế ngồi coi chầu ngay bên tả, đủ các thứ yêu chuộng. Về chính trị thì thưởng phạt rõ ràng, mối giường chỉnh đốn, sửa sang nhiều việc, cất dùng các anh tài, thành tích trông thấy rõ rệt. Chúa phò Lê Hy Tông giữ chính quyền 26 năm, thọ 77 tuổi. | ” |
| — Phan Huy Chú | |   |

Tác giả Tạ Chí Đại Trường trong sách Bài sử khác cho Việt Nam đánh giá về Trịnh Căn
| “                   | Trịnh Căn có một tuổi trẻ hư đốn theo lời gia phả họ Đặng nhưng đã len lách lên đến tột đỉnh bằng chính quân công của mình trước khi chứng tỏ khả năng điều hành đất nước, dù rằng theo chứng nhân đương thời (W. Dampier) ông có "thể chất ốm yếu" và mang bệnh hủi | ” |
| — Tạ Chí Đại Trường | |   |

Tuy nhiên Trịnh Căn cũng bị nhìn nhận là có quá nhiều những hành vi thiên lệch, bất công trong thời gian cai trị. Khi mới lên ngôi, ông do tín nhiệm hoạn quan Thân Đức Tài mà gây ra vụ lùm xùm trong chuyến nhận tù binh họ Mạc. Về việc đó, sách Cương mục có lời phê phán ông rất gay gắt:
| “                                        | Bang giao là lễ trọng đại mà hoạn quan được tham dự, thượng thư và ngự sử là chức quan cao quý trong triều mà hoạn quan được vượt lên trên. Thế là đem bọn sống sót sau khi bị cắt thiến đứng trên hàng quan vào bậc tấn thân. Lời tranh luận của Duy Đoán và Công Đạo thật là hợp với lẽ phải, thế mà Trịnh Căn lại bênh vực Đức Tài mà bãi chức bọn Duy Đoán, thì Trịnh Căn tự ý làm càn, cũng đã quá lắm! Lúc ấy, họ Trịnh lăn loàn lấn vượt, phàm công việc đã làm, thật khó đem lẽ phải mà đo đắn được. Sở dĩ họ Trịnh còn có thể cai trị nước được, là nhờ các sĩ phu vui lòng giúp đỡ đấy thôi. Thế mà lại khinh bỏ cả thể diện quốc gia, coi thường cả phẩm giá danh sĩ, để đến nỗi sau này bọn "điêu đang" lộng quyền mà quan văn quan võ trong triều phải theo chúng sai khiến, rồi cuối cùng họ Trịnh cũng phải diệt vong. Thế thì việc này chả phải đáng làm gương răn một cách sâu sắc đó sao? | ” |
| — Khâm định Việt sử Thông giám Cương mục | |   |

## Gia đình
- Cha: Hoằng Tổ Dương vương Trịnh Tạc
- Mẹ đích: Từ Hậu Chính phi Trịnh Thị Ngọc Lung
- Mẹ ruột: Từ Tá Thái phi Vũ Thị Ngọc Lễ
- Vợ:
  - Từ Thận Hiền phi Nguyễn Thị Ngọc Phượng,[1] người vợ từ thuở còn hàn vi, rất được thuơng yêu.[112]
  - Diệu Mỹ Thục phi Phạm Thị Ngọc Quyền,[1] sinh Luơng Mục vương Trịnh Vịnh.
  - Diệu Tĩnh Thuận phi Ngô Thị Ngọc Uyên[1]
  - Thị nội Cung tần Nguyễn Thị, người xã Đặng Xá.[113]
  - Thị nội Cung tần Phan Thị Lĩnh (1657 - 1737). Nguyên quán xã Ngọc Điền, huyện Thạch Hà.[114]
  - Thị nội Cung tần Nguyễn Thị Giai, tái giá.
  - Thị nội Cung tần Nguyễn Thị Khánh, em gái bà Giai, tái giá
  - Thị nội Cung tần Nguyễn Thị Dũ, người làng Liễu Ngạn, huyện Siêu Loại, phủ Thuận An, trấn Kinh Bắc. Sau tái giá với ông huyện Bàn.
- Con trai:

1. Thuần Tổ Lương Mục vương Trịnh Vịnh, (1654 - 1683). Cháu nội của ông là Hy Tổ Nhân vương Trịnh Cương
2. Trưởng tể Thượng tướng công Trịnh Bách (? - 1686)
3. Thái phó Đề quận công Trịnh Nhuận. Con gái của ông là Trịnh Thị Ngọc Trang, chính cung của vua Lê Dụ Tông và mẹ đẻ của Lê Đế Duy Phường

- Con gái

1. Quận chúa Trịnh Thị Ngọc Lai, lấy Bân quận công Trịnh Thập[1]
2. Quận chúa Trịnh Thị Ngọc Trang, con của bà Cung tần họ Nguyễn, người xã Đặng Xá.[113]
3. Quận chúa Trịnh Thị Ngọc Khang, lấy Trinh Tường hầu Lê Thời Đường[1]
4. Quận chúa Trịnh Thị Ngọc Lan, lấy Trung quận công Lê Thời Liêu[1]

### Danh mục nguồn
- Nhiều tác giả (1993), Đại Việt sử ký toàn thư , Hà Nội: Nhà Xuất bản Khoa Học Xã Hội, Bản gốc lưu trữ ngày 6 tháng 3 năm 2017, truy cập ngày 11 tháng 2 năm 2022
- Nhiều tác giả (2018), Đại Việt sử ký tục biên (1676 - 1789) , Hồ Chí Minh: Nhà Xuất bản Hồng Đức
- Quốc sử quán triều Nguyễn (1998), Khâm định Việt sử Thông giám Cương mục (PDF), Hà Nội, Bản gốc (PDF) lưu trữ ngày 23 tháng 1 năm 2022, truy cập ngày 11 tháng 2 năm 2022{{Chú thích}}:  Quản lý CS1: địa điểm thiếu nhà xuất bản (liên kết)
- Vũ Ngọc Khánh (2004). Vua trẻ trong lịch sử Việt Nam. Thành phố Hồ Chí Minh: Nhà xuất bản Thanh niên.{{Chú thích sách}}:  Quản lý CS1: ref trùng mặc định (liên kết)
- Trần Trọng Kim (1971), Việt Nam sử lược, Trung tâm Học liệu Xuất bản thuộc Bộ Giáo dục.
- Nguyễn Khoa Chiêm (1990), Nam triều công nghiệp diễn chí , Hà Nội: Nhà Xuất bản Đại học và Giáo dục chuyên nghiệp
- Nguyễn Khắc Thuần (2005). Việt sử giai thoại, tập 6: 65 giai thoại thế kỉ XVI-XVII. Quyển 1. Hà Nội: Nhà xuất bản Giáo dục.{{Chú thích sách}}:  Quản lý CS1: ref trùng mặc định (liên kết)
- Phan Huy Chú (1960), Lịch triều Hiến chương loại chí, tập một (Tổ phiên dịch viện sử học phiên dịch và chú giải), Hà Nội: Nhà xuất bản Giáo dục
- Tạ Chí Đại Trường (2009). Bài sử khác cho Việt Nam. Quyển 1. Nhà xuất bản Kệ sách.{{Chú thích sách}}:  Quản lý CS1: ref trùng mặc định (liên kết)
- Viện sử học (2017). Lịch sử Việt Nam. Quyển tập 4. Nhà xuất bản Khoa học xã hội. {{Chú thích sách}}: Đã bỏ qua tham số không rõ |đồng tác giả= (trợ giúp)
- Từ điển văn học Việt Nam - Nhiều tác giả, Nhà xuất bản Khoa học xã hội Hà Nội, 1984
- Phạm Văn Sơn (1959), Việt sử tân biên, tập 3, Sài Gòn: Cơ sở xuất bản Đại Nam
- Nguyễn Khắc Thuần (1995), Thế thứ các triều vua Việt Nam, Hà Nội: Nhà xuất bản Giáo dục
- Ngô Thế Long (2006). Viện Việt Nam học và khoa học phát triển, Đại học Quốc gia Hà Nội (biên tập). Đặng gia phả hệ Toản chính thực lục và Đặng gia phả ký tục biên, Lương Xá – Hà Tây 鄧家譜系纂正實錄, 鄧家譜記續編 (bằng tiếng Việt, Pháp, và Trung). Nhà xuất bản Thế giới. OCLC 75256727. {{Chú thích sách}}: Kiểm tra giá trị |editor-first= (trợ giúp)
- Nguyễn Ngọc Nhuận (dịch), Phan Huy Lê (hiệu đính) (2006). Viện Việt Nam học và khoa học phát triển, Đại học Quốc gia Hà Nội (biên tập). Phan gia công phả Gia Thiện - Hà Tĩnh. Nhà xuất bản Thế giới. {{Chú thích sách}}: Kiểm tra giá trị |editor-first= (trợ giúp)
- Phạm Đình Hải (2012), Nghiên cứu văn bản gia phả chúa Trịnh (Luận văn thạc sĩ Hán Nôm), Đại học Quốc gia Hà Nội